# Boulengerochromis microlepis
Boulengerochromis microlepis är en fiskart som först beskrevs av Boulenger, 1899.  Boulengerochromis microlepis ingår i släktet Boulengerochromis och familjen Cichlidae. IUCN kategoriserar arten globalt som livskraftig. Inga underarter finns listade.